# 125th Street (Broadway-Seventh Avenue Line)
125th Street is een metrostation dat onderdeel is van de metro van New York, gelegen in het stadsdeel Manhattan. Metrolijn 1 doet dienst via dit station.

## Geschiedenis
Het station is op 27 oktober 1904 geopend. Het station had toen nog de naam Manhattan Street. Die naam was tevens de straat waaronder hij reed.

## Het station
Het station is gelegen op de kruising van 125th Street en Broadway waar de wijk Mornington Heights tegen Harlem aan ligt. Het station is bovengronds aangelegd en ligt tussen station 137th Street-City College en 116th Street-Columbia University. De treinen rijden over het Manhattan Valley Viaduct en 125th Street is het enige station wat aan viaduct is gebouwd. De eerste volgende stations zijn ondergronds. Trappen en liften leiden de passagiers naar de toegangspoortjes en de perrons richting de Bronx en het zuiden van Manhattan.

## Trivia
- Het station is dag en nacht geopend vanwege de 24-uursdienst van lijn 1.
- Het station telt twee perrons.
- Langs het station lopen drie sporen, waarvan er maar twee gebruikt worden. Het andere is een spoor voor de express service. Dat is vandaag de dag ongebruikt.

## Fotogalerij

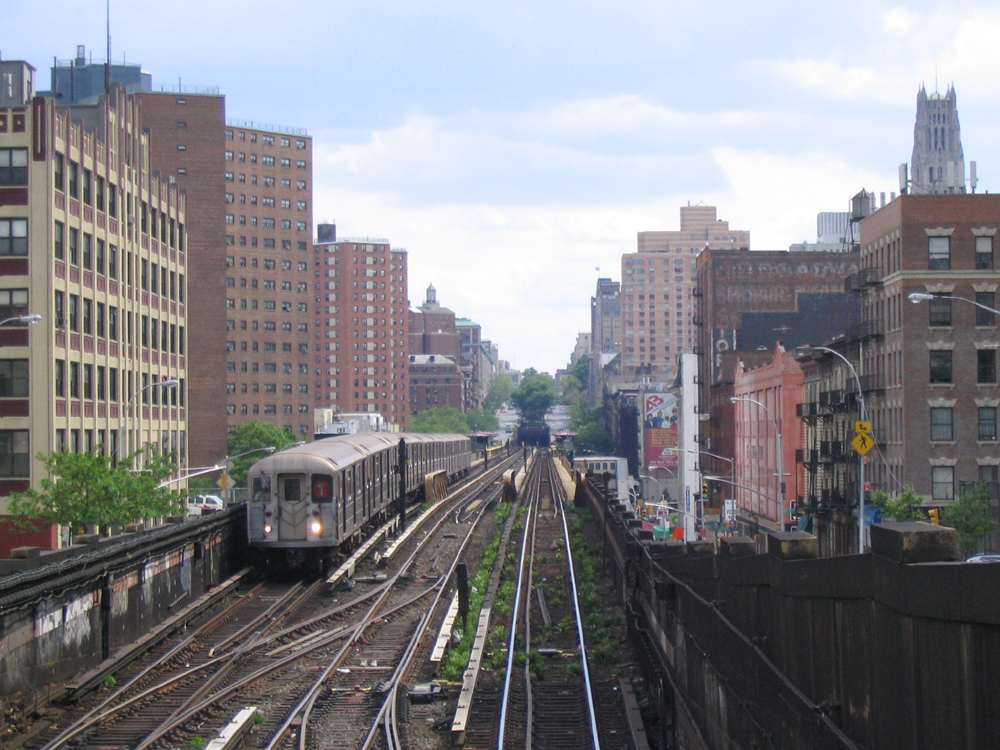
Gezien achter de trein de ingang naar de ondergrondse tunnels

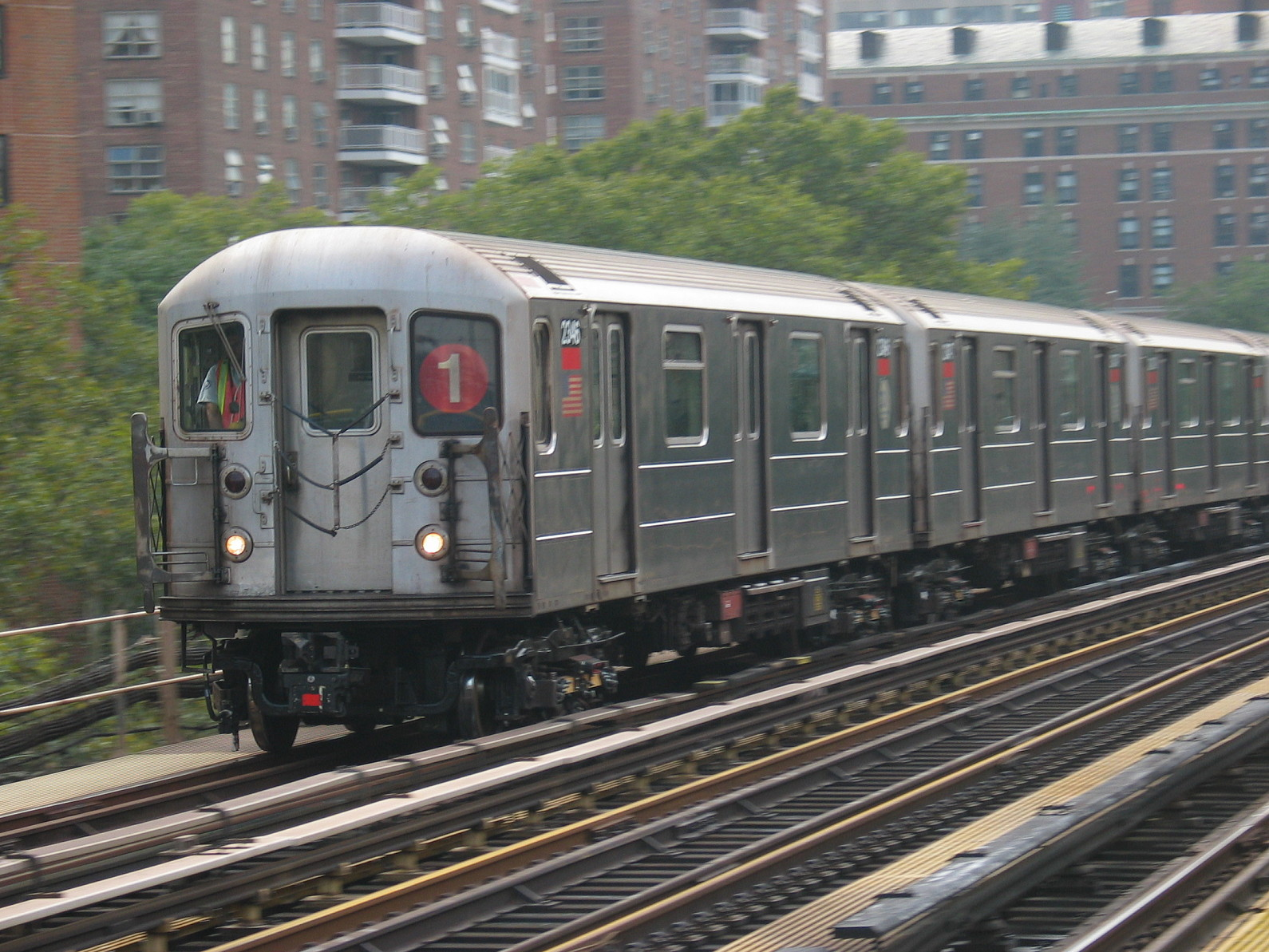
Een metrotrein nadert het station

Van noord naar zuid:
Van Cortlandt Park-242nd Street · 
238th Street · 
231st Street · 
Marble Hill-225th Street · 
215th Street · 
207th Street · 
Dyckman Street · 
191st Street · 
181st Street · 
168th Street · 
157th Street · 
145th Street · 
137th Street-City College · 
125th Street · 
116th Street-Columbia University · 
110th Street-Cathedral Parkway · 
103rd Street · 
96th Street ·
86th Street · 
79th Street · 
72nd Street · 
66th Street-Lincoln Center · 
59th Street-Columbus Circle · 
50th Street · 
Times Square-42nd Street · 
34th Street-Penn Station · 
28th Street · 
23rd Street · 
18th Street · 
14th Street · 
Christopher Street-Sheridan Square · 
Houston Street · 
Canal Street · 
Franklin Street · 
Chambers Street · 
WTC Cortlandt · 
Rector Street · 
South Ferry